# Малот Таршиха
Малот Таршиха (хебр. מַעֲלוֹת-תַּרְשִׁיחָא; арап. معالوت ترشيحا) је град у Северном округу државе Израел, налази се око 20 km источно од Нахарије, на надморској висини од 600 m. Град је основан спајањем општина 1963, када су уједињени арапски град Таршиха и јеврејски град Малот. Град Малот Таршиха је 2018. године имао 21.422 становника.

## Историја

### Таршиха
Археолошким ископавањима пећине из 4. века у селу пронађени су крст и комад стакла који је на себи имао урезану менору.
Крсташки извори из 12. и 13. века Таршиху помињу под именима Тершиа, Торсиа, и Терсиха.
Краљ је покренуо насељавање крсташа (Латина, Франака) у оближње насеље Милија („Castellum Regis”), а одатле се насељавање проширило на Таршиху. 1160. године, Торсиа и неколико околних села дати су у посед крсташу под именом „Јохани де Кајфа” (Јоханес из Хаифе). До 1217. године село су вероватно насељавали крсташки („Франци”)..
Ћерка Жослена III Беатрикс де Куртенај и њен супруг Ото вон Ботенлаубен гроф Хенеберга су 1220. продали своју земљу, укључујући и  Терсиху, витезовима Тевтонског реда. Таршиху су 1266. напале крсташке снаге.

#### Етимологија
Према арапској етимологији, име насеља можда на хананском језику значи „планина Артемисија”, у арапском језику су идентификоване одговарајуће речи које донекле иду у прилог овој теорији, па би назив Таршиха могао бити кованица хананских речи које су сличне арапским речима „тур” − „планина” и „ших” − дивљи пелин (Artemisia vulgaris) (из рода пелин (Artemisia)), друга могућност је реченица Тар шиха − „Шиха је летео”, тј. Шиха Џамалудин (легендарни херој) је појурио на ратиште да се бори против крсташа.

#### Османско доба
Село је укључено у састав Османског царства 1517. године са остатком Палестине. Према пореском попису 1596. године село се налазило у нахији Ако, која је била део Санџака Сафад. Становништво је чинило 107 домаћинстава („кана”) и 3 нежења, а сви становници су били муслимани. Становници су плаћали порез на „повремене приходе”, пчеле и козе. Село је такође плаћало порезе на пресе, које су коришћене или за цеђење маслина или грожђа. Укупани приход од пореза био је 17.660 Акчи. Село Таршиха се помиње као једно од села које је 1573. напао либански феудални господар, Мансур ибн Фурајх.
Почетком осамнаестог века село је било под влашћу шеика Хусеина, док је касније у Османском периоду постало једно од села која су била главни произвођачи памука у Галилеји и административни центар нахије. Марити је посетио село (које је назвао „Тершхиа“) 1761. године и написао да „обилује водом; што увелико доприноси плодности биљака памука, стабала воћака и изнад свега дувана”.
Виктор Герен, који је посетио село 1875. године, установио је да се Таршиха „састоји од четири четврти, које су под надлежношћу истог броја различитих шеика. У селу живи 2.000 муслимана, који имају своје џамије. Хришћани заузимају своје четврти: са изузетком неколико породица сви су уједињени Грци, а броје око 500”. Британски Фонд за Истраживање Палестине (PEF) је 1881. извршио Премер Западне Палестине, у овом спису Таршиха је описана као: „веома велико село, у коме се налази око 1.500 муслимана и 300 хришћана; у њему постоји лепа новоизграђена џамија са минаретима, такође још једна стара; куће су добро грађене; нова и лепа црква изграђен је у хришћанској четврти”.
Попис становништва из око 1887. године показује да је „Таршиха” имала око 4.855 становника; 4.000 муслимана и 855 хришћана.

#### Доба Британског мандата над Палестином
У време пописа становништва у Палестини (1922) Таршиха је имала 1.880 становника, од тога 1.521 су били муслимани, 358 хришћани и 1 Друз; од хришћана 298 су били Мелкити, 53 православци и 7 англиканци. На следећем  попису становништва у Палестини (1931) број становника је порастао на 2.522, од тога 2.047 су били муслимани, а 475 хришћани; становници су живели у укупно 584 домаћинства.
Према статистичким подацима о селима Палестине, које је прикупила влада Британског мандата над Палестином (1945), Таршиха је имала 3.840 становника, од којих су 3.140 били муслимани, а 690 хришћани. Укупан број становника Таршихе и Ал-Кабрија био је 5.360, и сви су били Арапи, док је површина земље која је припадала селу била 47.428 дунума. Од тога, укупно 743 дунума земље је коришћено за узгајање цитруса и банана, 5.301 дунума су биле плантаже и земљиште које је наводњавано, под житарицама је било 14.123, док је 252 дунума било грађевинско земљиште (под кућама).

##### Рат 1947−1948
Током Арапско-израелског рата (1948) Таршиха је служила као штаб Фавзи ал-Кавукџија, који је био на челу Арапске ослободилачке војске. Таршиха се налазила на територији додељеној Палестинцима према Плану УН о поделе Палестине (1947).

#### Држава Израел
Село су у Арапско-израелском рату (1948) Израелске одбрамбене снаге заузеле у операцији Хирам. Село су увече 28. октобра бомбардовала три израелска авиона. Након тога је уследила продужена артиљеријска баражна паљба и нови ваздушни напад у јутарњим сатима, након чега су се браниоци села и већина становника повукли на север у Либан. Село су 29. октобра заузеле Израелске одбрамбене снаге. Посматрач УН-а је известио 1. новембра 1948. да су арапска села око Таршихе напуштена и да су их израелске снаге опљачкале. The New York Times је известио да је пљачкање изгледало као да је систематски организовано, јер су камиони израелске војске коришћени за одвожење опљачкане робе. До децембра 1948. око 700 сељана, углавном хришћана, вратило се у село.
Сваки Арапин који се није регистровао, до новембра 1948. године, сматран је „странцем” и ако би био ухваћен био би депортован. Амерички квекерски хуманитарни радник из организације „Добротворни одбор америчких пријатеља” (енгл. American Friends Service Committee) описао је напад на Таршиху 15. јануара 1949. године. Све мушкарце старије од шеснаест година испитивала је група од осам Израелаца. 33 главе породице и 101 члан породице, узраста од 1 године до 79 година, изабрани су за депортацију. Они су опљачкани и протерани преко Аре у Џенин. Посматрач УН-а у Џенину известио је да се велики број јеврејских избеглица из Аустрије усељава у њихове домове. Децембра 1949. Израелско министарство иностраних послова блокирало је план Израелских одбрамбених снага за чишћење Таршихе и још пет села дуж либанске границе, од преосталог арапског становништва, како би створиле зону без арапског становништва величине 5 до 10 km.

### Малот
Малот је основан 1957. као „град у изградњи”, био је намењен за јеврејске имигранте из Румуније, Ирана и Марока. Прве куће су саграђене на Хар Харакафоту („Брдо Циклама”), на арапском језику Баб Ал-Хаува („Капија ветрова”).

### Спајање Малота и Таршихе
1963. године Малот је спојен са већом Таршихом, а уједињени град је преименован тако да одражава имена оба ранија града. Становници Таршихе надали су се да ће спајање побољшати квалитет градских услуга.
15. маја 1974. године, основну школу у Малоту напали су терористи Демократског фронта за ослобођење Палестине, и извршили масакр, који је постао познато као „Масакр у Малоту”. У нападу је убијено двадесет тинејџера и три наставника из Сафеда, који су били на ђачкој екскурзији. Они су у време напада спавали на поду у згради. Поред тога, исти терористи, пре убиства школске деце, убили су три жене, од којих је једна трудница у седмом месецу трудноће, једно четворогодишње дете и два мушкарца.
Малот Таршиха је званично признат као град 1996. године.
Скоро 700 ракета Каћуша пало је у околину Малот Таршихе током Другог либанског рата. Три арапска становника града убијена су у ракетном нападу.

## Демографија
Етничка и верска структура града 2016. године била је следећа: 79,2% становника чинили су Јевреји и други неарапи, док су Арапи чинили остатак од 20,8% (од чега 10% муслимани, 9,9% хришћани, и 0,3% друзи). Почетком 2000-их 52% становништва чинили су руски имигранти. Структура становништва према полу 2016. године било је следећа: мушкараца је било 10.600, а жена 10.500. Стопа раста становништва у 2016. години била је -0,4%.
Старосна структура је била следећа:
| Проценат (%)                               | 30,8 | 14,2 | 18,1 | 18,2 | 5,5 | 13,1 |
| Извор: Државни завод за статистику Израела |      |      |      |      |     |      |

Према подацима Државног завода за статистику Израела, у граду је 2016. живело 10.503 запослених и 564 самозапослених радника. Медијална месечна плата запосленог радника у граду 2016. износила је 7.745 шекела ($2.151,39). Запослени мушкарци су имали просечну месечну плату од 9.360 шекела у поређењу са 6.005 шекела колико су примале жене. Просечни приход самозапослених је био 8.929 шекела. Око 37% радно способног становништва примало је минималну плату, накнаду за незапослене је примало 269 људи, а 940 је примало загарантоване приходе.

## Економија
Фабрика Искар и индустријски паркови које је Стеф Вертхајмер изградио у близини Маалот Таршихе главни су извори запослења за становнике града. Стопа незапослености у 2007. години у Маалот Таршихи износила је 5,5 посто, у поређењу са 7,9 посто у земљи.

## Образовање
Према подацима Државног завода за статистику Израела, у граду је 2001. постојало 11 школа, које је похађало 4.272 ученика. Распоређених у 7 основних школа са 2.000 ученика, и 7 средњих школа са 2.272 средњошколца. Према истом извору 2001. године 58,5% ученика 12. разреда стекло је право на сертификат о зрелости (енгл. matriculation certificate). У августу 1975. основана је Јешива Малот, хесдер јешива, која је привлачила ученике из целог света. Последњих година процењује се да јешиву похађа 300 ученика годишње.

## Знаменитости и култура
Виктор Герен је након своје посете 1875. године написао да је главну џамију у Таршихи саградио Абдулах−паша, (гувернер Акоа) у то доба). Даље је забележио следеће „испред је двориште, затим трем; над њим је купола, изнад које се истиче елегантан минарет”. Ендру Петерсен, који је 1993. године прегледао џамију, забележио је да је она изграђена у „класичном османском стилу са четири главна елемента: двориштем, аркадом, двораном за молитву под куполом и минаретом”.
Језеро Монфорт, вештачко језеро источно од Малот Таршихе, постало је локална туристичка атракција. Раније је било познато као Резервоар Хосен. Језеро је представљено у грбу града.
Јануара 2008. године Малот Таршиха је била домаћин Израелског шаховског првенства. Турнир, који се одржао у друштвеном центру, носио је награду од 20.000 долара. Град је такође био домаћин других међународних догађаја, међу којима је и међународни турнир у мачевању. Међународни симпозијум скулптуре „Камен у Галилеји” одржава се сваке године у Малот Таршихи од 1991. На овом десетодневном пролећном догађају, скулптори из Израела и целог света окупљају се на језеру Монфорт да би стварали камене скулптуре од огромних камених блокова.
Непрофитна организација „Докавив” (енгл. Docaviv) основала је у граду 2009. године годишњи фестивал документарног филма, у настојању да на израелску периферију доведе „квалитетне културне активности”.

## Познате личности
- Ашраф Бархом
- Амал Бишара
- Нисрин Фаур
- Махмуд Хавари

## Збратимљени градови
Градови збратимљени с Малот Таршихом су:
- Биробиџан (из Русије)
- Алентаун (из америчке државе Пенсилваније)[46]
- Харисбург (из америчке државе Пенсилваније)
- Асти (из Италије)
- Рајхенбах им Фогтланд (из Немачке)